# Warnow (bei Bützow)
Warnow (bei Bützow) este o comună din landul Mecklenburg-Pomerania Inferioară, Germania.

## Date geografice
Comuna se află în apropiere de valea râului Warnow, la nord-vest de orașul Schwaan. Dealul "Tempelberg" care se află la vest are  altitudinea de 85 m deasupra n.m.

## Localități aparținătoare de comună
- Buchenhof
- Diedrichshof
- Eickelberg
- Eickhof - amintit în 1285
- Klein Raden
- Lübzin,
- Rosenow - amintit în 1261 împreună cu Lübzin
- Schlockow -amintit în 1261
- Warnow

## Istoric
Warnow este aminită pentru prima oară în anul 1261, biserica comunei datează din secolul XIV.

## Economie
Regiunea a devenit tot mai mult dependentă de turism, atracția principală fiind Valea lui Warnow, muzeul satului din Eickhof.
La Warnow se poate ajunge pe șoseaua care leagă Bützow, Sternberg și Neukloster.  Comuna mai are o gară, care este amplasată pe linia de cale ferată, Schwerin  - Bad Kleinen - Rostock și Bützow care se află la o distanță de 10 km.

## Atracții turistice

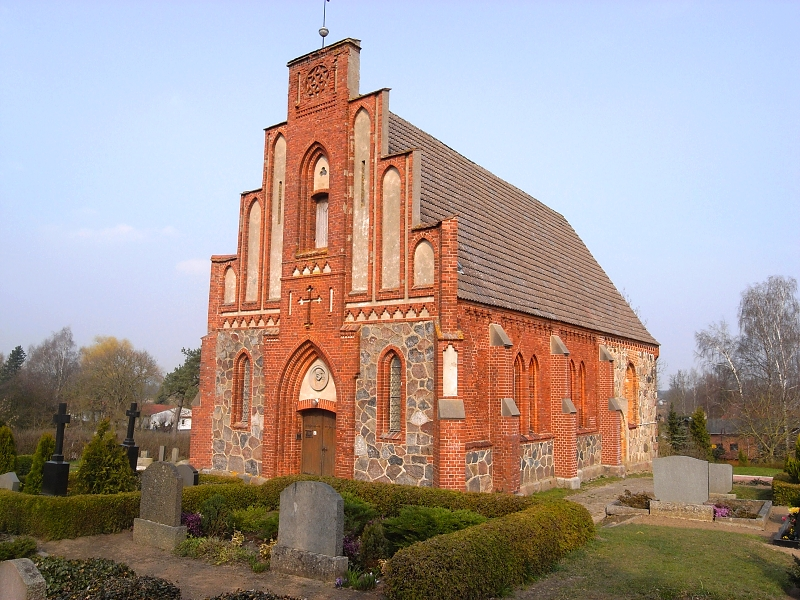
Biserica din Warnow
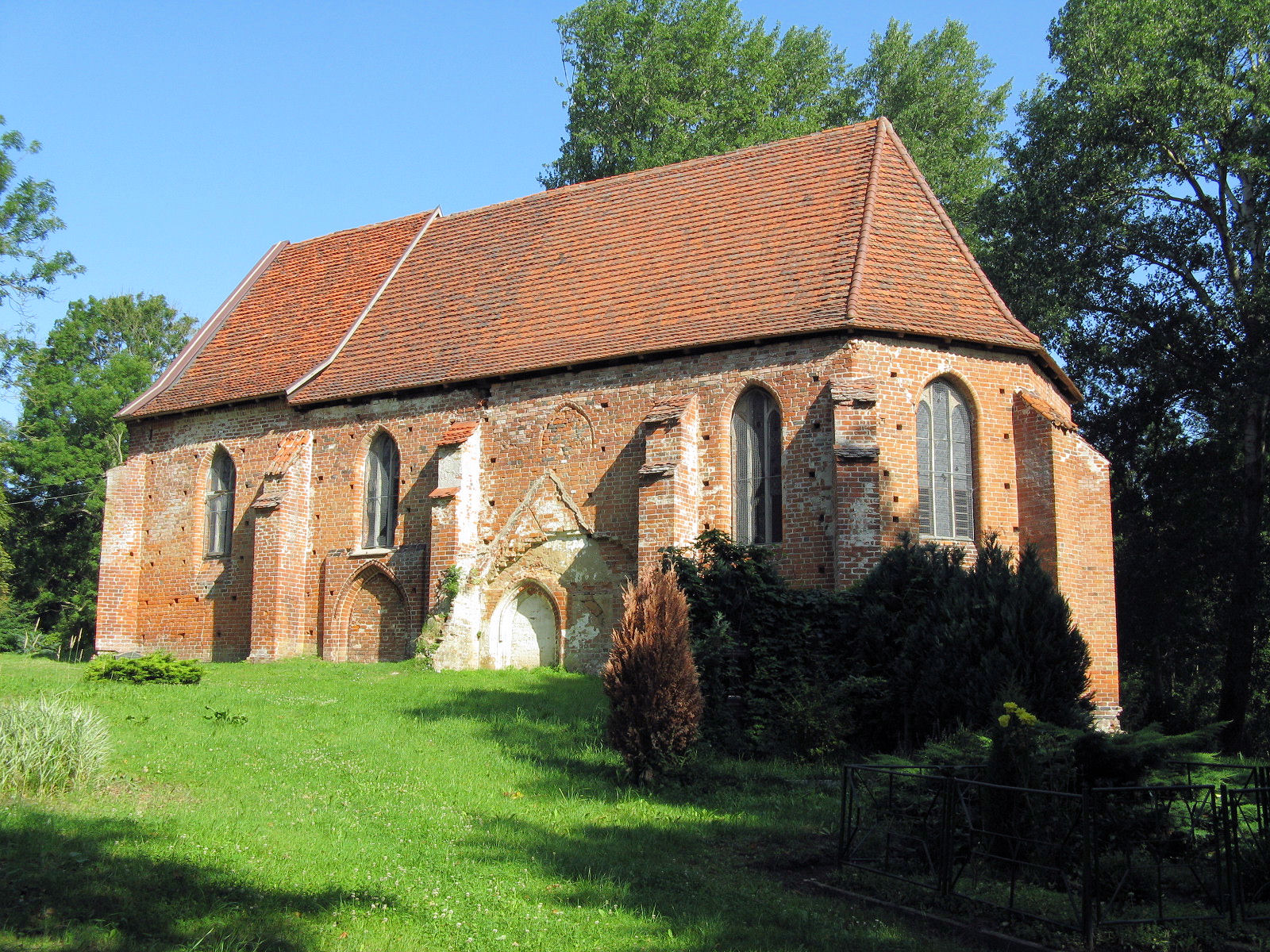
Biserica din Eickelberg
- Valea Warnow

- Biserica din Warnow
- Biserica din Eickelberg